# Poutine
Poutine (/puːˈtiːn/; tiếng Pháp: [putin], tiếng Pháp Quebec: [put͡sɪn] ⓘ) là một món ăn gồm có khoai tây chiên kiểu Pháp và phô mai viên, bên trên được rưới lớp nước xốt có màu nâu. Món này bắt nguồn từ tỉnh Quebec của Canada và nổi lên vào cuối những năm 1950 ở khu vực Center-du-Québec.
Tại Québec nói riêng và Canada nói chung món ăn này được tìm thấy ở khắp mọi nơi (và cũng có thể tìm thấy ở một số nơi ở miền Bắc Hoa Kỳ). Nó được bán tại các chuỗi nhà hàng thức ăn nhanh quốc tế, và các quán rượu, xe bán thức ăn nhanh tại các công viên vui chơi hoặc bãi biển (thường được gọi là Cabanes à patates). Tại các nhà hàng thức ăn nhanh như McDonald , A&W , KFC, và Burger King cũng có bán món này. Ngoài ra có nhiều biến thể Poutine có thêm một số thành phần khác như thịt bò, thịt heo, thịt cừu, thịt tôm hùm, tôm sú, thỏ, trứng cá muối, và nấm.

## Công thức

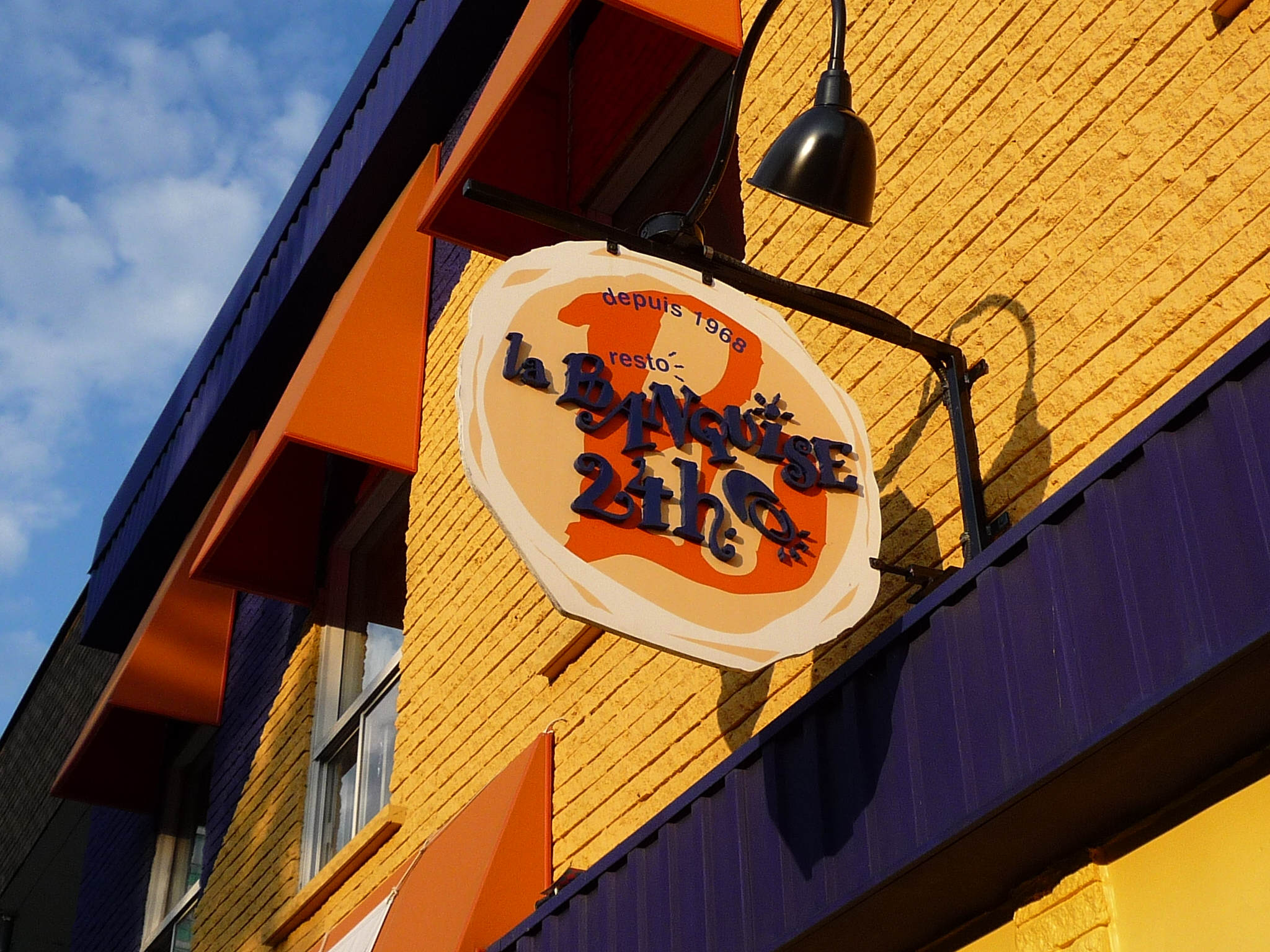
Nhà hàng La Banquise ở Montreal phục vụ 25 loại poutine khác nhau.